# Laura Kipnis
Laura Kipnis, född 19 juli 1956 i Chicago i Illinois, är en amerikansk kulturkritiker och essäist. Hennes arbete fokuserar på sexualpolitik, genusfrågor, estetik, populärkultur och pornografi. Hon inledde sin karriär som videokonstnär och utforskade vid den tiden liknande teman i form av videoessäer.
Kipnis är professor i medie- och kommunikationsvetenskap vid Northwestern University, på avdelningen för Radio/TV/Film; där föreläser hon om filmskapande. På senare år har hon blivit känd för att återkommande debattera reglerna och kulturen kring sexuella trakasserier och yttrandefrihet inom universitetsvärlden.
Hon är numera bosatt i New York.

## Biografi
Kipnis föddes i Chicago. Hon studerade senare på San Francisco Art Institute, där hon avlade examen som filosofie kandidat. Därefter avlade hon en masterexamen vid Nova Scotia College of Art and Design. Hon studerade också vid Whitney Museum of American Art, på dess program för självständiga studier.
Hon har utnämnts som fellow och fått stipendier för sitt arbete vid John Simon Guggenheim Memorial Foundation, Rockefellerstiftelsen och Michigan Society of Fellows, liksom vid National Endowment for the Arts. Vid Northwestern University har hon verkat som biträdande lektor, lektor och senare som professor.
Dessförinnan har hon arbetat som föreläsare eller lärare vid University of Wisconsin–Madison. Dessutom har hon fungerat som gästföreläsare vid School of the Art Institute of Chicago, New York University, Columbia University School of the Arts och University of British Columbia.
Kipnis blev tidigt intresserad av videokonst som företeelse. Hon kom under 1980- och 1990-talet att utforska mediets möjligheter i form av essäartade verk kring olika populärkulturella uttryck, med eller utan koppling till sexualitet.

## Författarskap
Kipnis har under årens lopp författat ett drygt halvdussin böcker i ämnen som rör sexualitet, relationer, sociala beteenden och feminism. Hennes två första böcker, Ecstasy Unlimited (1993) och Bound and Gagged (1996), berör på olika sätt sexualiteten under det amerikanska 1990-talet.

### Populärkultur på 1990-talet
Ecstasy Unlimited är en samling essäer kretsande kring populärkultur och politik, estetik, feminism och postmodernism. Dessutom inkluderar den kompletta utskrifter av manuset till tre av Kipnis konstvideor; bokens titel är hämtad från hennes videoessä från 1985.
Tre år senare återkom Kipnis med Bound and Gagged, en bok som i likhet med Linda Williams Hard Core vill försöka förstå hur den kontroversiella men populära kulturföreteelsen pornografi faktiskt fungerar och vilken roll den har i det samtida samhället. Hon ville i boken gå förbi den ofta stelnade för/emot-debatten och begripa det här fenomenet, i relation till den amerikanska kulturens intresse för fantasier och det amerikanska samhällets försök att reglera och begränsa detta intresse.
Bokens titel – uttydd som "Bunden och belagd med munkavle" – är en anspelning på de maktfantasier som både BDSM- och den pornografiska kulturen ofta lyfter fram. Titeln kan också relatera till det sena 1900-talets många försök att begränsa de offentliga uttrycken av dessa ofta obekväma medieprodukter och kulturfenomen.

### Kärlek, kvinnlighet och mänsklighet
2003 års Against Love: A Polemic är enligt Publishers Weekly en kvick men kontemplativ betraktelse över intima och sexuella relationer, med drag av Norman Mailers upprorsanda, Roseanne Barrs humor och Susan Sontags kyliga analyser. Boken utvecklar sig till en – något ironisk – stridsskrift emot kärlek, ett fenomen som ofta brukar anses vara det viktigaste av allt. Denna bedövande samstämmighet kan ses som en sorts religion, en religion som enligt Kipnis därför kräver sin kritiker.
Nästa bok, The Female Thing: Dirt, Sex, Envy, Vulnerability (2006), fick recensenten för tidningen New York att både jämföra med och sakna vältaliga feministiska författare som Virginia Woolf och Gloria Steinem. Recensenten ansåg att Kipnis försök att diagnosticera samtidens kvinnliga missnöje mer liknade en uppvisning än en ren analys. I bokens fyra essäer gav sig Kipnis ut för att via ämnena smuts ("Dirt"), sex ("Sex"), avund ("Envy") och sårbarhet ("Vulnerability") utforska det kvinnliga psyket i det tidiga 2000-talets "post-post-feministiska" värld. Kipnis tyckte sig fortfarande se att kvinnor satt fast mellan feminism och kvinnlighet, mellan bekräftelse och ett aldrig avslutat självförbättringsprojekt, mellan offerrollen och hävdandet av deras självständighet.

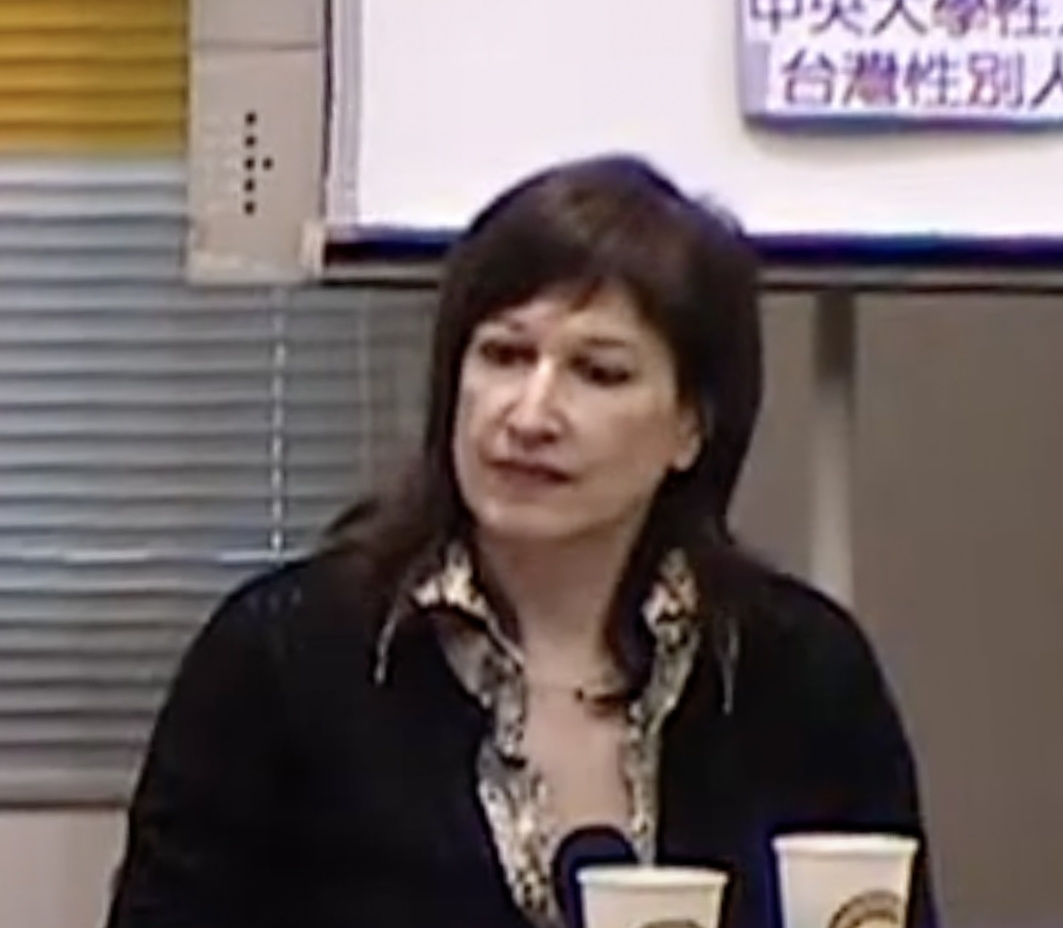
Laura Kipnis 2007, under föreläsning vid National Central University i Taipei i Taiwan.

How to Become a Scandal: Adventures in Bad Behavior (2010) fokuserar på moderna skandaler, inklusive de runt Eliot Spitzer, Linda Tripp, James Frey, Sol Wachtler och Lisa Nowak. Texterna i boken studerar hur folk som förorsakar skandal idogt försäkrar sig själva att de inte är ute på djupt vatten, och att deras eskapader aldrig kommer att nå offentlighetens ljus. Recensenten för The New York Times menade att Kipnis definition av det som leder till skandal är varje människas egen blinda fläck.

### Hot och friheter på universitetet
På senare år har Kipnis ägnat en stor del av sitt skrivande åt utvecklingen av kulturen inom den högre utbildningen, där problem som sexuella trakasserier och problem i relationerna mellan könen på olika lärosäten lett till ett antal uppmärksammade kontroverser. 2014 kom Men: Notes from an Ongoing Investigation, med fokus på mäns förändrade roll och sökandet efter identitet i ett alltmer jämställt samhälle där manlighet inte är ett honnörsord. Kipnis fick i Slate kritik för övergripande generaliseringar om livsvillkoren för halva mänskligheten, liksom för hennes tankar om att kvinnor (den andra halvan av mänskligheten) generellt bör skaffa sig mer skinn på näsan.
2017 flyttades fokus rent konkret på situationen inom den amerikanska universitetsvärlden, i samband med publiceringen av Unwanted Advances: Sexual Paranoia Comes to Campus. Boken var baserad på Kipnis skrivande om de beskyllningar om sexuella trakasserier som lett till återkommande kontroverser och krav på hårdare regleringar runt särskilt manliga professorers beteende i förhållande till kvinnliga studenter. Redan 2015 dök Kipnis ner i ämnet på allvar med en essä i Chronicle of Higher Education där hon, med utgångspunkt från beskyllningarna mot universitetsprofessorn Peter Ludlow, beskrev en "sexual paranoia" på universiteten. I essän tar hon ställning för Ludlow, som på grund av beskyllningarna och deras efterspel fick lov att avsluta sin tjänst vid Northwestern University.
Unwanted Advances fortsätter diskussionen kring "fallet Ludlow" och argumenterar för att regleringar kring sexuella trakasserier inte stärker kvinnor, utan att de tvärtom fungerar som hinder i kampen för jämställdhet mellan könen. En av studenterna som anmält Ludlow till universitetets personalansvarsnämnd stämde Kipnis och hennes förlag Harper Collins för påstått inkräktande på privatlivet samt förtal. Kipnis svarade med att hon stod fast vid allt hon skrivit i boken. Unwanted Advances listades av The Wall Street Journal som en av de tio bästa fackböckerna från 2017. I sin recension för The New York Times menade Jennifer Senior att "Få personer har tagit sig an excesserna inom universitetsvärlden med samma briljans som Kipnis. Hennes ilska ger hennes argument styrkan likt den hos en strömförande ledning."
Vid ett panelsamtal 2017, arrangerat av The New York Times, menade Kipnis att de aktuella problemen med sexuella trakasserier inom universitetskulturen är ett resultat av två motsatta tendenser i kampen för kvinnors rättigheter. Å ena sidan, menade hon, har kvinnor via ett antal feministiska vågor nästan uppnått samma medborgerliga rättigheter som män. Å den andra har kvinnors kamp för den oinskränkta rätten över sina egna kroppar varit en helt annan och inte heller helt framgångsrik strid, där viktiga frågor kring preventivmedel, våldtäkt, familje- och aborträtt fortfarande inte är helt lösta. Kipnis ser därför sexuella trakasserier på arbetet som nästa frontlinje i kampen för jämställdhet.

### Övrigt skrivande
2022 kom Love in the Time of Contagion: A Diagnosis. Den är en bok om kärleken och dess utmaningar under en världsomspännande och flerårig pandemi.
Kipnis essäer och recensioner har publicerats i tidningar som Slate, Harper's, Playboy, The New York Times, The New York Review of Books, The Atlantic, The Guardian och Bookforum.

## Verk

### Böcker
- Ecstasy Unlimited: On Sex, Capital, Gender, and Aesthetics (Minneapolis, Minn.: University Of Minnesota Press, 1993)
- Bound and Gagged: Pornography and the Politics of Fantasy in America (New York: Grove Press, 1996)
- Against Love: A Polemic (New York: Pantheon Books, 2003)
- The Female Thing: Dirt, Sex, Envy, Vulnerability (New York: Pantheon Books, 2006)
- How to Become a Scandal: Adventures in Bad Behavior (New York: Metropolitan Books, 2010)
- Men: Notes from an Ongoing Investigation (New York: Metropolitan Books, 2014)
- Unwanted Advances: Sexual Paranoia Comes to Campus (New York: Harper Collins, 2017)
- Love in the Time of Contagion: A Diagnosis (New York: Pantheon Books, 2022)

### Essäer (urval)
- Kipnis, Laura (1986). ”'Refunctioning' Reconsidered: Toward a Left Popular Culture”. i MacCabe, Colin. High Theory/Low Culture: Analyzing Popular Television and Film. New York: Palgrave Macmillan. sid. 11–36
- Kipnis, Laura (hösten 1986). ”Aesthetics and Foreign Policy”. Social Text (Duke University Press) (15):  sid. 89–98. doi:10.2307/466494.
- Kipnis, Laura (1989). ”Feminism: The Political Conscience of Postmodernism?”. Social Text (Duke University Press) (21):  sid. 149–166. doi:10.2307/827813.
- ”It's a Wonderful Life: Hustler Publisher Larry Flynt's Long, Strange Journey from Hillbilly Entrepreneur to First Amendment Hero”. Village Voice:  sid. 37–39. 31 december 1996.
- Kipnis, Laura (2001). ”(Male) Desire and (Female) Disgust: Reading Hustler”. i Harrington, Lee; Bielby, Denise. Popular Culture: Production and Consumption. Malden, Mass.: Backwell. sid. 133–153
- ”Meet Playboy Sr.: Has the Once-Groundbreaking Magazine become Culturally Irrelevant?”. Slate. 30 oktober 2003. http://www.slate.com/articles/arts/culturebox/2003/10/meet_playboy_sr.html.
- ”The Anxiety of (Sexual) Influence: Are Onetime "Unwanted Advances" Really a Feminist Issue?”. Slate. 19 mars 2004. http://www.slate.com/articles/arts/culturebox/2004/03/the_anxiety_of_sexual_influence.html.
- ”Condi's Inner Life: What Freudian Slips Do—Or Don't—Tell Us about Politicians”. Slate. 26 april 2004. http://www.slate.com/articles/arts/culturebox/2004/04/condis_inner_life.html.
- ”Can Marriage Be Saved?”. The Nation 279 (1):  sid. 19. 5 juli 2004. http://www.thenation.com/article/can-marriage-be-saved?page=0,2.
- ”Navel Gazing: Why Even Feminists are Obsessed with Fat”. Slate. 5 januari 2005. http://www.slate.com/articles/arts/culturebox/2005/01/navel_gazing.html.
- ”Ladies First: The Utopian Fantasy of Deep Throat”. Slate. 11 februari 2005. http://www.slate.com/articles/arts/culturebox/2005/02/ladies_first.html.
- ”Is Porn Really Transforming Our Sex Lives?”. Slate. 20 september 2005. http://www.slate.com/articles/arts/the_book_club/features/2005/pornified_and_female_chauvinist_pigs/is_porn_really_transforming_our_sex_lives.html.
- ”Why Aren't More Women "Opting Out"?”. Slate. 21 september 2005. http://www.slate.com/articles/arts/the_book_club/features/2005/pornified_and_female_chauvinist_pigs/why_arent_more_women_opting_out.html.
- ”America's Waistline: The Politics of Fat”. Slate. 28 oktober 2005. http://www.slate.com/articles/arts/culturebox/2005/10/americas_waistline.html.
- ”Why We Can't Live Without Them”. Slate. 25 augusti 2010. http://www.slate.com/articles/arts/culturebox/features/2010/scandals/why_we_cant_live_without_them.html.
- ”They Produce Very Useful Scapegoats. Like Dr. Laura, For Example”. Slate. 1 september 2010. http://www.slate.com/articles/arts/culturebox/features/2010/scandals/they_produce_very_useful_scapegoats_like_dr_laura_for_example.html.
- ”What Tiger Woods Didn't Understand About His Mistresses”. Slate. 1 september 2010. http://www.slate.com/articles/arts/culturebox/features/2010/scandals/what_tiger_woods_didnt_understand_about_his_mistresses.html.
- ”Roger Clemens, James Frey, and the Thrill of Watching the Overly Ambitious Fall”. Slate. 8 september 2010. http://www.slate.com/articles/arts/culturebox/features/2010/scandals/roger_clemens_james_frey_and_the_thrill_of_watching_the_overly_ambitious_fall.html.
- ”We're All Scandal Addicts Now; And That's a Good Thing”. Slate. 15 september 2010. http://www.slate.com/articles/arts/culturebox/features/2010/scandals/were_all_scandal_addicts_now_and_thats_a_good_thing.html.
- ”Why is Eliot Spitzer on TV? Because Disgrace Doesn't Stick Like It Used To”. The Washington Post. 3 oktober 2010. https://www.washingtonpost.com/wp-dyn/content/article/2010/10/01/AR2010100103889.html.
- ”Why Did Weiner Do It?”. Slate. 9 juni 2011. http://www.slate.com/articles/arts/culturebox/2011/06/why_did_weiner_do_it.html.
- ”Execs Like Emil Michael Don't Hate Women—They're Terrified of Them”, Time Magazine, 20 November 2014, http://time.com/3597461/uber-exec-emil-michael-women/
- ”Sexual Paranoia Strikes Academe”. The Chronicle of Higher Education. 27 februari 2015. https://chronicle.com/article/Sexual-Paranoia-Strikes/190351/.
- ”My Title IX Inquisition”. The Chronicle of Higher Education. 29 maj 2015. http://chronicle.com/article/My-Title-IX-Inquisition/230489/?key=Gm52dwRqaXtKZyxmNjlDZTpTYXE8NEx2MnREYn8hblFREg%3D%3D.
- ”Narcissism: A Reflection”, Spiked, januari 2017, http://www.spiked-online.com/spiked-review/article/narcissism-a-reflection/
- "The Perils of Publishing in a #MeToo Moment". The New York Times. 25 september 2018.
- "Why Are Scholars Such Snitches?", Chronicle of Higher Education, 17 mars 2022

### Videografi[9]
- Your Money or Your Life, 1982, 45 minuter

- Ecstasy Unlimited: The Interpenetrations of Sex and Capital, 1985, 60 minuter

- A Man's Woman, 1988, 52 minuter

- Marx: The Video. A Politics of Revolting Bodies, 1990, 27 minuter